# 진다이역
진다이역(일본어: 神代駅)은 일본 아키타현 센보쿠시에 위치한 동일본 여객철도 다자와코 선의 철도역이다. 상대식 승강장 2면 2선의 구조를 갖춘 지상역이다.

## 타는 곳
| 1 | ■ 다자와코 선   | 하행   | 가쿠노다테 · 오마가리 방면 |
| 1 | ■ 다자와코 선   | 상행   | 다자와코 · 모리오카 방면   |
| 1 | ■ 아키타 신칸센 | 대피선 | 대피선                     |
| 2 | ■ 다자와코 선   | 하행   | 가쿠노다테 · 오마가리 방면 |
| 2 | ■ 아키타 신칸센 | 대피선 | 대피선                     |

## 역 주변
- 국도 제46호선
- 나쓰세 온천

## 역사
- 1921년 12월 11일 : 아보나이 게이벤 선의 종착역으로서 센보쿠 군 진다이 촌에 개업.
- 1922년 9월 2일 : 아보나이 게이벤 선이 국철 아보나이 선으로 개칭.
- 1923년 8월 31일 : 이 역부터 아보나이까지 연장해 개업함.
- 1966년 10월 20일 : 아보나이 선이 다자와코 선에 편입되어, 다자와코 선의 역이 됨.
- 1987년 4월 1일 : 일본국유철도 분할 민영화에 의해, 동일본 여객철도가 승계.
- 2007년 : 역사 건축.

## 인접 역
| 동일본 여객철도 다자와코 선 | 동일본 여객철도 다자와코 선 | 동일본 여객철도 다자와코 선 |
| --------------------------- | --------------------------- | --------------------------- |
| 사시마키 모리오카 방면      | ■ 다자와코 선               | 쇼덴 오마가리 방면          |